# Helicopsyche khemoiensis
Helicopsyche khemoiensis is een schietmot uit de familie Helicopsychidae. De soort komt voor in het Palearctisch gebied.